# Flavio Salazar
Flavio Andrés Salazar Onfray (Buenos Aires, 7 de octubre de 1965) es un biólogo inmunólogo, investigador, académico, funcionario y político argentino-chileno, miembro del Partido Comunista de Chile (PCCh). Fue ministro de Ciencia, Tecnología, Conocimiento e Innovación de Chile entre marzo y septiembre de 2022 bajo el gobierno del presidente Gabriel Boric. Es doctor en inmunología en el Instituto Karolinska de Suecia. Fue vicerrector de Investigación y Desarrollo de la Universidad de Chile, entre 2012 a 2022.

## Biografía

### Familia y formación
Flavio Andrés nació el 7 de octubre de 1965, en Buenos Aires, capital de Argentina. Hijo de Manuel Segundo Salazar Maturana y Sonia del Carmen Onfray Gajardo.
Realizó sus estudios primarios en la escuela pública número 247 de Quinta Normal y secundarios en el Liceo Juan Bosco. Continuó los estudios superiores en Suecia, cursando un bachillerato de ciencias en biotecnología en la Universidad de Upsala entre 1988 y 1992, y posteriormente efectuó un doctorado en inmunología en el Instituto Karolinska, egresando en 1998.
Está casado con la abogada Elena María Francisca Valderas Fernández, quien desempeña su profesión en el Ministerio de Obras Públicas desde febrero de 2007.

### Trayectoria profesional
En 1999 ingresó a trabajar como profesor asistente a la Facultad de Medicina de la Universidad de Chile. Fue profesor titular del Instituto de Ciencias Biomédicas. Desde 2014 hasta 2022, ejerció como vicerrector de Investigación y Desarrollo en esa casa de estudios.
En 2009 asumió el cargo de director alterno del Instituto Milenio en Inmunología e Inmunoterapia. Ese mismo año fue presidente de la Asociación Latinoamericana de Inmunología. Dejó sus funciones en marzo de 2022, luego de su nombramiento como ministro de Estado.
Paralelamente, en 2009 formó parte de la delegación de la presidenta Michelle Bachelet durante la visita de Estado a la India, y en 2007 y 2008 fue nombrado finalista para el Premio Avonni por el Foro para la Innovación del Ministerio de Economía, Fomento y Reconstrucción y el sector privado.
Entre otras actividades, fue presidente de la Sociedad Chilena de Inmunología y de la Asociación Latinoamericana de Sociedades de Inmunología (ALAI). También presidió el directorio del clúster tecnológico KnowHub Chile, y es miembro del directorio del International Human Phenome Consortium (IHPC). En 2023 fue incorporado como miembro correspondiente a la Academia Chilena de Ciencias. Desde 2024 es miembro del Grupo Asesor Estratégico (GAE) sobre Aumento de Capacidades Regionales de Innovación y Producción de Medicamentos y Otras Tecnologías Sanitarias de la Organización Panamericana de la Salud (OPS).

## Carrera política
Es militante del Partido Comunista de Chile (PCCh); en diciembre de 2020 fue candidato para el Comité Central del partido. En febrero de 2025 fue elegido miembro del Comité Central del partido.
El 21 de enero de 2022, el entonces presidente electo Gabriel Boric lo nombró como titular del Ministerio de Ciencias, Tecnología, Conocimiento e Innovación, asumiendo el cargo el 11 de marzo de 2022, con el inicio formal de la administración de Boric.
Dejó el cargo el 6 de septiembre del mismo año, tras el primer cambio de gabinete del gobierno de Gabriel Boric.

## Área de investigación
Su trabajo se ha centrado en el estudio de la inmunología antitumoral, enfocándose en los diferentes tipos de melanoma y el estudio de antígenos directamente relacionados. Actualmente desarrolla investigación en los efectos positivos del estrés térmico en la entrega de antígenos en las inmunoterapias anti-tumorales. Una de las proteínas en las que ha centrado su investigación es la HMGB1, las causas de producción y sus efectos. Otra área de estudio es el efecto de las uniones gap y su carga polar en la interacción de las células NK y células cancerígenas (cómo melanomas o células K562), facilitando la destrucción de células tumorales. También participa en el desarrollo de una vacuna que permita al sistema inmune identificar antígenos de células cancerígenas. En su rol de innovador fundó con otros profesionales de la Universidad de Chile la empresa biotecnológica Oncobiomed SpA y ha desarrollado dos tecnologías de inmunoterapia celular contra el cancer TAPCells y Lycellvax.

## Publicaciones
Ha publicado dos libros sobre el cáncer y es autor y coautor de cerca de noventa publicaciones científicas en revistas internacionales en las que acumula más de 5.500 citas.

### Capítulos de libros
- Osorio, Fabiola; Fuentes, Camila; López, Mercedes N.; Salazar-Onfray, Flavio; González, Fermín E. (2016). «Role of Dendritic Cells in the Induction of Lymphocyte Tolerance».  En Quezada, Sergio; Aguillon, Juan C.; Pino-Lagos, Karina et al., eds. Searching for immune tolerance manipulating new molecules and exploiting new concepts on lymphocyte biology (en inglés). Frontiers Media SA. ISBN 978-2-88919-951-8. doi:10.3389/fimmu.2015.00535. Consultado el 21 de enero de 2022.
- Salazar-Onfray, Flavio (2013). «Junctions and connexins in the immune defense against tumors».  En Oviedo-Orta, Ernesto; Kwak, Brenda R.; Evans, W. Howard, eds. Connexin cell communication channels roles in the immune system and immunopathology (en inglés). Taylor & Francis/CRC Press. ISBN 978-1-4398-6258-2. OCLC 1086455732. Consultado el 21 de enero de 2022.

### Publicaciones
Nota: Esta es una lista de los trabajos científicos más citados del investigador; para revisar el listado completo revise el perfil del investigador en Google Scholar.
- Kono, Koji; Salazar-Onfray, Flavio; Petersson, Max; Hansson, Johan; Masucci, Giuseppe; Wasserman, Ken; Nakazawa, Tsutomu; Anderson, Paul et al. (1996-06). «Hydrogen peroxide secreted by tumor-derived macrophages down-modulates signal-transducing zeta molecules and inhibits tumor-specific T cell-and natural killer cell-mediated cytotoxicity». European Journal of Immunology (en inglés) 26 (6): 1308-1313. doi:10.1002/eji.1830260620. Consultado el 21 de enero de 2022.
- Matsuda, M; Salazar, F; Petersson, M; Masucci, G; Hansson, J; Pisa, P; Zhang, Q J; Masucci, M G et al. (1 de diciembre de 1994). «Interleukin 10 pretreatment protects target cells from tumor- and allo-specific cytotoxic T cells and downregulates HLA class I expression.». Journal of Experimental Medicine (en inglés) 180 (6): 2371-2376. ISSN 0022-1007. PMC 2191780. PMID 7964510. doi:10.1084/jem.180.6.2371. Consultado el 21 de enero de 2022.
- Rongcun, Y.; Salazar-Onfray, F.; Charo, J.; Malmberg, K. J.; Evrin, K.; Maes, H.; Kono, K.; Hising, C. et al. (15 de julio de 1999). «Identification of new HER2/neu-derived peptide epitopes that can elicit specific CTL against autologous and allogeneic carcinomas and melanomas». Journal of Immunology (Baltimore, Md.: 1950) 163 (2): 1037-1044. ISSN 0022-1767. PMID 10395702. Consultado el 21 de enero de 2022.
- Salazar-Onfray, Flavio; López, Mercedes N.; Mendoza-Naranjo, Ariadna (2007-02). «Paradoxical effects of cytokines in tumor immune surveillance and tumor immune escape». Cytokine & Growth Factor Reviews (en inglés) 18 (1-2): 171-182. doi:10.1016/j.cytogfr.2007.01.015. Consultado el 21 de enero de 2022.
- López, Mercedes N.; Pereda, Cristian; Segal, Gabriela; Muñoz, Leonel; Aguilera, Raquel; González, Fermín E.; Escobar, Alejandro; Ginesta, Alexandra et al. (20 de febrero de 2009). «Prolonged Survival of Dendritic Cell–Vaccinated Melanoma Patients Correlates With Tumor-Specific Delayed Type IV Hypersensitivity Response and Reduction of Tumor Growth Factor β-Expressing T Cells». Journal of Clinical Oncology (en inglés) 27 (6): 945-952. ISSN 0732-183X. doi:10.1200/JCO.2008.18.0794. Consultado el 21 de enero de 2022.